# Успенская церковь (Суздаль)
Церковь Успения Пресвятой Богородицы на Княжьем дворе — православный храм в городе Суздале Владимирской области, расположенный в восточной части Суздальского кремля. Относится к Владимирской епархии Русской православной церкви. Построен предположительно в XVII веке.

## История
Точная дата строительства церкви неизвестна, но, вероятно, каменная церковь на месте сгоревшей деревянной была поставлена в 1650 году. После сильного пожара 1719 года Успенская церковь была перестроена, обретя нетипичный для Суздаля стиль нарышкинского барокко. Храм имел шатровую колокольню с приделом во имя Сергия и Никона Радонежских (XVII—XVIII) и был огорожен невысокой оградой с небольшими воротами. По мнению одного из крупнейших специалистов по древнерусской архитектуре Николая Воронина, это был «один из скромных, но изящных памятников Суздаля».
В описи города Суздаля от 1617 года, созданной по указу царя Михаила Феодоровича, есть такая запись: «Въ городе… ружные церкви Успение Пречистой Богородицы, другая церковь Афанасия Александрискаго древляны».
В 1926 году руководство размещавшегося в Спасо-Евфимиевом монастыре политизолятора, обратилось к директору суздальского музея Василию Романовскому с предложением сноса либо Успенской, либо Афанасьевской церкви с целью использования использования кирпичей «для строительных надобностей». Поставленный перед жёстоким выбором Романовский предложил сохранить Успенскую церковь как представляющую собой в соединении с приделом и колокольней более интересный ансамбль, нежели Афанасьевскую.
В 1958 году церковь была отреставрирована Алексеем Варгановым.
31 декабря 2009 года храм был возвращён Русской православной церкви. Распоряжением архиепископа Владимирского и Суздальского Евлогия (Смирнова) храм был приписан к Александровскому монастырю. Суздаля.
22 декабря 2010 года в Суздале состоялся подъём главки и водружение креста на воссозданную колокольню Успенской церкви.
6 января 2011 года наместник монастыря архимандрит Иннокентий (Яковлев) совершил первое богослужение в храме после возвращения его Владимирской епархии.
В 2012—2013 годы в храме была проведена масштабная реставрация: обновлена роспись храма, установлен иконостас.
21 декабря 2013 года епископ Нижнетагильский и Серовский Иннокентий (Яковлев) совершил чин освящения храма. В тот же день первую Литургию в храме возглавил митрополит Владимирский и Суздальский Евлогий (Смирнов).